# 謝肉祭 (山口百恵の曲)
「謝肉祭」（しゃにくさい）は、1980年3月にリリースされた山口百恵の29枚目のシングルである。発売元はCBSソニー。

## 背景
当初、表題曲「謝肉祭」の編曲は萩田光雄が担当する予定でオケ(伴奏)の制作が進められていたが、ディレクターのイメージとは微妙に違ったため一からやり直すこととなり、新たに当時新進気鋭の編曲家として存在感を現し始めた大村雅朗に任されることとなった。曲はラテン調の煌びやかな編曲が施されている。
今作のリリース直前の3月7日に三浦友和との婚約が正式に発表され、引退が明らかにされた。
1997年、加藤登紀子のアルバムに収録された曲「影のジプシー」の曲名に対して差別的であるとの指摘を受け曲名変更に及んだのを受け、同じレコード会社が発売権を管理しているこの曲もサビのジプシーが差別用語と判断された為に、以降この曲がベストアルバム等から外されるようになり、ファイナルコンサートのDVD『伝説から神話へ -BUDOKAN…AT LAST-』が発売された際もカットされた。2005年リリースの『コンプリート百恵回帰』（全曲新アレンジで構成）、2006年リリースのライブCD-BOX『MOMOE LIVE PREMIUM』に収録されたファイナルコンサートのCDとDVD、及び2007年リリースの『山口百恵ベスト・コレクション VOL.2』でようやく解禁になり、ノーカットで収録されるようになった。その後発売になった『Complete MOMOE PREMIUM』及び『MOMOE PREMIUM update』、『コンプリート百恵伝説』、『GOLDEN☆BEST 山口百恵 コンプリート・シングルコレクション』にも収録されている。

## 収録曲
| 全作詞: 阿木燿子、全作曲: 宇崎竜童、全編曲: 大村雅朗。 |                            |          |            |      |
| #                                                      | タイトル                   | 作詞     | 作曲・編曲 | 時間 |
| 1.                                                     | 「謝肉祭」                 | 阿木燿子 | 宇崎竜童   | 3:55 |
| 2.                                                     | 「イントロダクション・春」 | 阿木燿子 | 宇崎竜童   | 4:36 |
| 合計時間:                                              | 合計時間:                  | 8:31     |            |      |

## 品番
- 1980年3月21日 - EP: 06SH 730（シングル）
- 1989年3月21日 - 8cmCD: 10EH 3187（「Platinum Single SERIES」 片面: ロックンロール・ウィドウ）
- 2006年1月18日 - 8cmCD（オリジナル・カラオケ、「MOMOE LIVE PREMIUM」）

## 関連作品
謝肉祭
- 33 SINGLES MOMOE
- 百恵復活
- 百惠辞典
- ベスト・セレクション Vol.2
- 山口百恵ベスト・コレクション VOL.2
- MOMOE PREMIUM update
- Complete MOMOE PREMIUM
- コンプリート百恵伝説
- GOLDEN☆BEST 山口百恵 コンプリート・シングルコレクション

謝肉祭 （ライブ音源）
- 伝説から神話へ -BUDOKAN…AT LAST-
- MOMOE LIVE PREMIUM

謝肉祭 （ニューアレンジ＆ボーカル別テイク）
- 歌い継がれてゆく歌のように -百恵回帰II-
- コンプリート百恵回帰

イントロダクション・春
- 百惠辞典
- MOMOE PREMIUM update
- Complete MOMOE PREMIUM
- コンプリート百恵伝説

イントロダクション・春 （ライブ音源）
- 伝説から神話へ -BUDOKAN…AT LAST-
- MOMOE LIVE PREMIUM

## カバー
- 仁藤優子（1990年、カバーアルバム『EASTER』に収録）
- 橋本マリア（1992年、カバーアルバム『ラ・フィエスタ～謝肉祭』に収録）
- 宇崎竜童（1994年、セルフカバーアルバム『しなやかにしたたかに 女たちへ』に収録）
- 中森明菜（2016年、カバーアルバム『Belie』に収録）
- 三浦祐太朗（2017年、カバーアルバム『I'm HOME』に収録）

## 参考資料
- 川瀬泰雄『プレイバック 制作ディレクター回想記』学研マーケティング、2011年2月。ISBN 978-4054047259。